# Thabo Matlaba
Thabo Matlaba (ur. 13 grudnia 1987 w Tembisie) – południowoafrykański piłkarz grający na pozycji lewego obrońcy. Od 2022 jest zawodnikiem klubu Royal AM FC.

## Kariera klubowa
Swoją karierę piłkarską Matlaba rozpoczął w klubie M Tigers FC. W 2010 roku przeszedł do Free State Stars FC. 28 sierpnia 2010 zadebiutował w Premier Soccer League w zremisowanym 0:0 domowym meczu z Santosem Kapsztad. We Free State Stars grał do końca 2011 roku.
Na początku 2012 roku Matlaba przeszedł do Orlando Pirates z Johannesburga. Swój debiut w tym klubie zanotował 26 lutego 2012 w wygranym 1:0 domowym meczu z Maritzburgiem United. W sezonie 2011/2012 wywalczył z Orlando Pirates mistrzostwo RPA. W sezonie 2013/2014 zdobył Puchar Południowej Afryki, a w sezonach 2017/2018 i 2018/2019 został wicemistrzem kraju.
W 2019 roku Matlaba odszedł do Black Leopards FC. Swój debiut w nim zaliczył 4 sierpnia 2019 w przegranym 0:1 domowym meczu z Polokwane City FC. W Black Leopards grał przez rok.
W 2020 roku Matlaba został zawodnikiem klubu Moroka Swallows FC. Zadebiutował w nim 25 października 2020 w zremisowanym 1:1 wyjazdowym meczu ze Stellenbosch FC. W Moroka Swallows grał do końca 2021 roku.
Na początku 2022 Matlaba przeszedł do Royal AM FC. Swój debiut w nim zanotował 15 lutego 2022 w zwycięskim 1:0 domowym spotkaniu z Sekhukhune United FC.
| Sezon   | Klub                | Kraj              | Rozgrywki | Mecze | Bramki |
| ------- | ------------------- | ----------------- | --------- | ----- | ------ |
| 2009/10 | M Tigers FC         | Południowa Afryka | Gauteng   | ?     | ?      |
| 2010/11 | Free State Stars FC | Południowa Afryka | PSL       | 27    | 3      |
| 2011/12 | Free State Stars FC | Południowa Afryka | PSL       | 6     | 0      |
| 2011/12 | Orlando Pirates     | Południowa Afryka | PSL       | 12    | 0      |
| 2012/13 | Orlando Pirates     | Południowa Afryka | PSL       | 22    | 1      |
| 2013/14 | Orlando Pirates     | Południowa Afryka | PSL       | 25    | 2      |
| 2014/15 | Orlando Pirates     | Południowa Afryka | PSL       | 17    | 1      |
| 2015/16 | Orlando Pirates     | Południowa Afryka | PSL       | 24    | 3      |
| 2016/17 | Orlando Pirates     | Południowa Afryka | PSL       | 24    | 1      |
| 2017/18 | Orlando Pirates     | Południowa Afryka | PSL       | 18    | 1      |
| 2018/19 | Orlando Pirates     | Południowa Afryka | PSL       | 7     | 0      |
| 2019/20 | Black Leopards FC   | Południowa Afryka | PSL       | 26    | 1      |
| 2020/21 | Moroka Swallows FC  | Południowa Afryka | PSL       | 21    | 0      |
| 2021/22 | Moroka Swallows FC  | Południowa Afryka | PSL       | 16    | 0      |
| 2021/22 | Royal AM FC         | Południowa Afryka | PSL       | 11    | 1      |

## Kariera reprezentacyjna
W reprezentacji Republiki Południowej Afryki Matlaba zadebiutował 14 maja 2011 roku w wygranym 1:0 towarzyskim meczu z Tanzanią, rozegranym w Dar es Salaam. W 2013 roku został powołany do kadry na Puchar Narodów Afryki 2013, a w 2015 na Puchar Narodów Afryki 2015. Od 2011 do 2016 rozegrał w kadrze narodowej 27 meczów i strzelił 1 gola.